# Morte di san Nicola
La Morte di san Nicola è un dipinto olio su tela (17 m²) di Paolo De Matteis eseguito nel 1707 e conservato nella chiesa di San Nicola alla Carità a Napoli.
La grande tela ritrae san Nicola di Bari nel momento della morte, mentre questi transita nel regno dei cieli. Il dipinto si compone pertanto di un gran numero di personaggi tra santi, putti e cherubini che in un vortice concitato di gesta riempiono la scena, accompagnando il santo all'aldilà.
Nella lunetta, in alto al centro, il Cristo rivolge uno sguardo di benedizione a san Nicola, ritratto questi sul lato sinistro coinvolto da una luce folgorante sul volto e circondato da angeli. Ai lati di Cristo sono Mosè, reggente le tavole della legge, e Davide, in procinto di suonare l'arpa. Sulla destra, infine, sono raffigurati Abramo con il coltello del sacrificio e Noè che regge l'arca.
L'intera scena è contornata da una serie di putti e cherubini che sostengono oggetti rappresentativi del santo, come la mitra e il pastorale, mentre sul lato inferiore a destra sono tre uomini in preghiera e al centro un angelo suona l'organo.
La sontuosa opera è posizionata nella zona absidale della chiesa, alle spalle dell'altare maggiore.